# Bettakeri, Virajpet
Bettakeri là một làng thuộc tehsil Virajpet, huyện Kodagu, bang Karnataka, Ấn Độ.